# Synema parvulum
Synema parvulum är en spindelart som först beskrevs av Nicholas Marcellus Hentz 1847.  Synema parvulum ingår i släktet Synema och familjen krabbspindlar. Inga underarter finns listade i Catalogue of Life.